# Rhyncomya gaillardi
Rhyncomya gaillardi är en tvåvingeart som beskrevs av Seguy 1933. Rhyncomya gaillardi ingår i släktet Rhyncomya och familjen Rhiniidae.
Artens utbredningsområde är Tchad. Inga underarter finns listade i Catalogue of Life.